# ヤコブを祝福するイサク (ムリーリョ)
『ヤコブを祝福するイサク』（ヤコブをしゅくふくするイサク、露: Благословение Иакова, 英: Isaac Blessing Jacob）は、スペインのバロック絵画の巨匠バルトロメ・エステバン・ムリーリョが1665-1670年にキャンバス上に油彩で制作した絵画で、『ヤコブの夢』と対をなしている。両作とも、セビーリャのビリャマンリーケ侯爵のための連作『ヤコブの物語』に由来するが、ナポレオン戦争時代にスペインから流失した。これらの作品は、1811年にパリでドミニック・ヴィヴァン・ドゥノンを通して購入されて以来、エルミタージュ美術館に所蔵されている。エルミタージュ美術館には、他にもムリーリョと彼の工房による26点の作品が収蔵されている。

## 作品

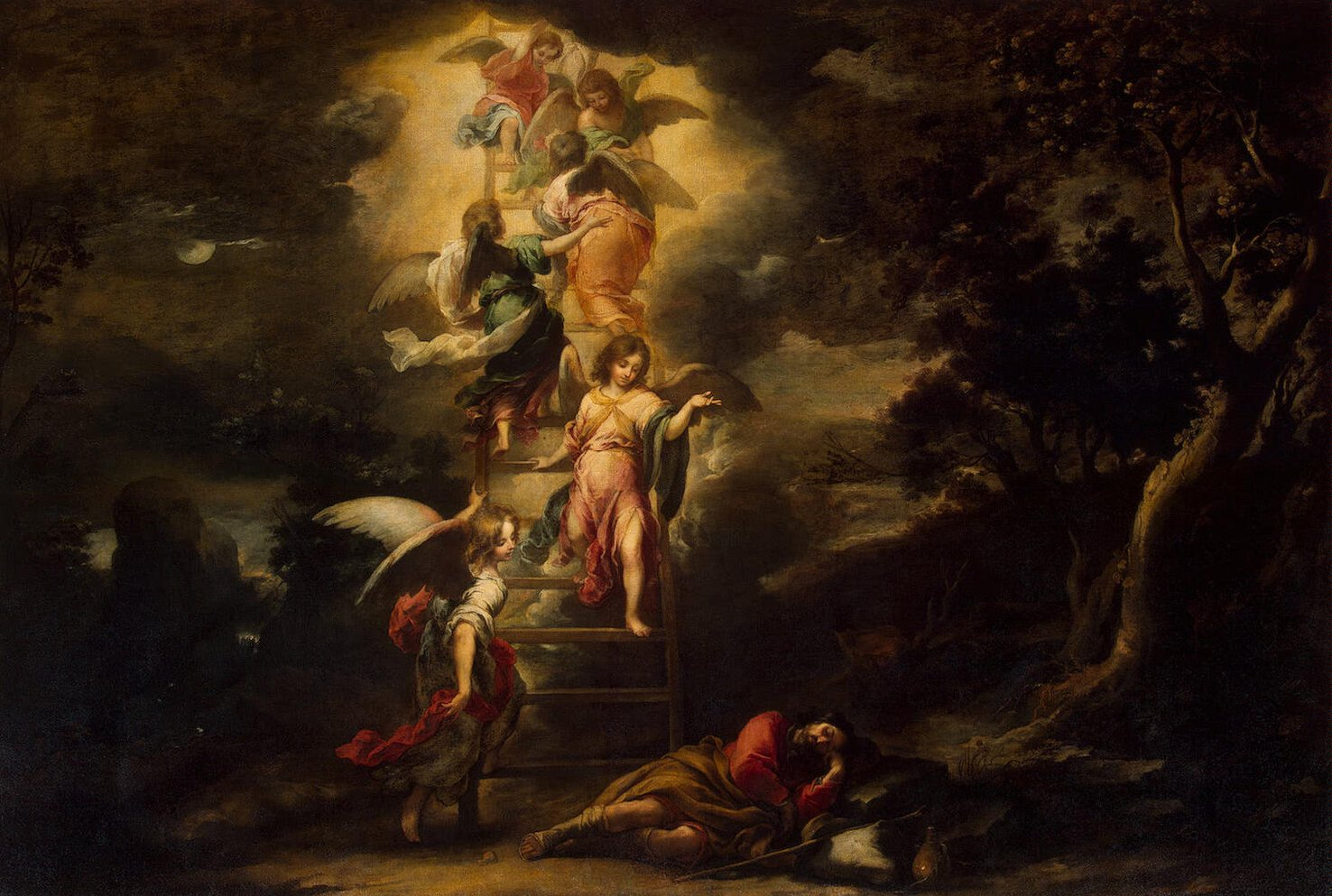
ムリーリョ『ヤコブの夢』 (エルミタージュ美術館)

この絵画の主題は、『旧約聖書』の「創世記」 (25章19-35) から採られている。イサクには2人の双子の息子がいた。長男のエサウは野性的な狩人となって彼に愛され、次男のヤコブは穏やかな青年に育ち、母のリベカに愛された。
ある日、狩りから帰ったエサウは空腹に耐え切れず、ヤコブの作ったレンズ豆のスープを食べさせてくれるよう懇願する。ヤコブは条件として財産、家督を相続する長子権を譲るようエサウに迫り、エサウは一時の食欲に負け、これを受け入れてしまう。それから数年後、年老いて目がかすんだイサクは迫った死を悟り、エサウに祝福を与えようとした。するとリベカがヤコブをそそのかして、エサウのふりをさせ、イサクを騙して祝福を受けさせた。本作の画面前景右側に、イサクがヤコブを祝福している場面が描かれている。毛深い兄のエサウになりすますために、ヤコブは子ヤギの皮を腕と首に巻きつけている。画面左側の遠景には猟をするエサウの姿が認められる。
ヤコブの物語は、キリスト教徒が味わう苦難の教訓として17世紀のスペインで愛好された。ホセ・デ・リベーラも『イサクとヤコブ』 (プラド美術館) で同主題を扱っている。